# Ans Zalpēters
Ans Zalpēters (ur. 1899 w miejscowości Barklań k. Poniewieża w guberni kowieńskiej, zm. 4 marca 1939) – łotewski funkcjonariusz radzieckich organów bezpieczeństwa, starszy major bezpieczeństwa państwowego ZSRR.

## Życiorys
1915 ukończył gimnazjum w Rydze, od grudnia 1918 do czerwca 1920 w Armii Czerwonej, później szef informacji Wydziału Specjalnego Czeki 11 Dywizji Piotrogrodzkiej, pełnomocnik ds. informacji Wydziału Specjalnego Czeki Granicy Fińskiej, szef oddziału Wydziału Specjalnego Czeki Piotrogrodzkiego Okręgu Wojskowego, szef informacji i kierownik informacji wojskowej Wydziału Specjalnego gubernialnej Czeki w Piotrogrodzie. Od 1919 w RKP(b), 1921-1924 pomocnik szefa oddziału Wydziału Specjalnego Czeki Armii Kaukaskiej, funkcjonariusz Zakaukaskiej Czeki, w tym zastępca szefa i p.o. szefa Oddziału I Wydziału Kontrwywiadu Zakaukaskiej Czeki, od 28 stycznia do 20 czerwca 1924 szef Wydziału Wschodniego Pełnomocnego Przedstawicielstwa OGPU w Zakaukaskiej FSRR. Od czerwca 1924 do grudnia 1925 szef oddziału I Wydziału Wschodniego i pomocnik szefa Wydziału Wschodniego Zakaukaskiej Czeki, od 8 grudnia 1925 do 6 października 1928 szef Wydziału Kontrwywiadowczego Zakaukaskiej Czeki, od 1 listopada 1928 do 16 sierpnia 1930 szef Wydziału Kontrwywiadowczego Pełnomocnego Przedstawicielstwa OGPU w Kraju Syberyjskim, od 21 października 1930 do 1 stycznia 1931 szef Wydziału Specjalnego Pełnomocnego Przedstawicielstwa OGPU w Kraju Zachodniosyberyjskim, od stycznia 1931 do marca 1932 zastępca szefa tego wydziału, od 9 marca 1932 do 10 lipca 1934 szef Wydziału Specjalnego Pełnomocnego Przedstawicielstwa OGPU w Białoruskiej SRR i jednocześnie zastępca pełnomocnego przedstawiciela OGPU przy Radzie Komisarzy Ludowych Białoruskiej SRR i zastępca przewodniczącego GPU przy Radzie Komisarzy Ludowych Białoruskiej SRR. Od 31 lipca 1934 do 1 stycznia 1935 zastępca ludowego komisarza spraw wewnętrznych Białoruskiej SRR, od 1 stycznia do 9 lutego 1935 szef Wydziału Tajno-Politycznego Zarządu Bezpieczeństwa Państwowego (UGB) Zarządu NKWD obwodu leningradzkiego, od 9 lutego do 31 sierpnia 1935 szef Wydziału Specjalnego UGB Zarządu NKWD obwodu leningradzkiego, od 31 sierpnia 1935 do 3 września 1936 zastępca szefa Zarządu NKWD Kraju Zachodniosyberyjskiego, od 29 listopada 1935 starszy major bezpieczeństwa państwowego. Od 3 września 1936 do 15 kwietnia 1937 szef Zarządu NKWD Kraju Krasnojarskiego, od 15 kwietnia do 11 lipca 1937 zastępca szefa, a od 11 lipca 1937 do 24 stycznia 1938 szef Wydziału II Głównego Zarządu Bezpieczeństwa Państwowego. Od stycznia do marca 1938 w rezerwie Głównego Zarządu Bezpieczeństwa Państwowego, od marca do maja 1938 zastępca szefa budowy kujbyszewskiego hydrowęzła NKWD ZSRR, szef Wydziału III Samarskiego Poprawczego Obozu Pracy NKWD ZSRR. 
22 maja 1938 aresztowany, skazany przez Kolegium Wojskowe Sądu Najwyższego ZSRR na śmierć, następnie rozstrzelany.

## Odznaczenia
- Order Lenina (22 lipca 1937)
- Order Czerwonego Sztandaru (28 grudnia 1927)
- Odznaka "Honorowy Funkcjonariusz Czeki/GPU (V)" (1922)
- Odznaka "Honorowy Funkcjonariusz Czeki/GPU (XV)" (20 grudnia 1932)